# Maloměřice i Obřany
Maloměřice i Obřany – czeska historyczna gmina, dzielnica i gmina katastralna, a od 24 listopada 1990 pod nazwą Brno-Maloměřice i Obřany również część miasta w północno-wschodniej części Brna, o powierzchni 9292 ha. 